# Deezer

Первый логотип Deezer (до весны 2019 года)

Deezer — французский интернет-сервис потоковой передачи музыки. Позволяет прослушивать музыкальные композиции разных лейблов звукозаписи, включая Universal Music Group, Sony Music и Warner Music Group (принадлежит материнской компании Deezer Access Industries), на различных устройствах в режиме онлайн или офлайн. В настоящее время в базе сервиса находятся более 90 миллионов музыкальных композиций и 34 000 радиостанций. Сервис насчитывает свыше 14 миллионов активных пользователей в месяц и 7 миллионов платных подписчиков.

## История
В 2006 году в Париже Даниэль Марели (Daniel Marhely) разработал первую версию Deezer, названную Blogmusik. Его замысел состоял в том, чтобы предоставить людям неограниченный доступ к музыке с помощью технологии потокового аудио.
В своём первоначальном исполнении сайт был обвинён в нарушении авторских прав французским агентством SACEM, но после закрытия в апреле 2007 года был вновь запущен в августе под названием Deezer. С агентством были достигнуты соглашения, которые позволили уладить все конфликты. Так, Deezer обязался выплачивать владельцам авторских прав процент от дохода с рекламы.

### Запуск
На момент своего запуска в 2007 году, Deezer ещё не заключал соглашений с крупными музыкальными лейблами и поэтому мог предложить своим пользователям только ограниченный каталог музыки. Сервису потребовалось более двух лет для заключения соглашений с четырьмя крупнейшими лейблами, и уже в 2011 году сервис мог предложить слушателям более 8 миллионов песен. В августе 2007 года, в первый месяц своей работы, сервис собрал около 773 тысяч пользователей, но уже в мае 2008 года количество пользователей насчитывало уже 2,75 миллионов человек, а к декабрю 2009 года пользователей уже было 7 миллионов.
Несмотря на высокую активность, сервис почти сразу же столкнулся с финансовыми проблемами — в первой половине 2008 года компания получила доход всего €875 тысяч, что было недостаточно для оплаты лицензионных сборов. В июле 2008 года сервис стал продавать рекламу через дочернее рекламное агентство Deezer Media; в октябре Deezer получил прибыль уже $15,8 млн. В феврале 2009 года сервис ввёл бесплатную регистрацию для своих пользователей, чтобы иметь возможность предлагать им более целенаправленные рекламные предложения, а в ноябре была введена аудио-реклама, проигрываемая в момент смены песен.
5 ноября 2009 года Deezer запустил новую модель обслуживания. Продолжая базовую бесплатную веб-трансляцию, сервис представил два абонентских тарифа: за €4,99 пользователи получили возможность месяц слушать музыку в высоком качестве и без рекламы, за €9,99 пользователи получали помимо возможностей вышеописанного тарифа, возможность загрузки специального приложения на устройства с ОС Android, BlackBerry и iOS.
В январе 2010 года генеральный директор и соучредитель компании Джонатан Банассая был заменен на посту Акселем Доуши после того, как из 12 миллионов пользователей на платные услуги подписалось всего 15 тысяч. В августе 2010 года оператор мобильной связи Orange заключил ряд соглашений с Deezer, благодаря которым количество платных пользователей сервиса увеличилось с 6 тысяч до 100 тысяч. К январю 2011 года платную подписку оформили 500 тысяч человек.
В сентябре 2011 года сервис добавил интеграцию с Facebook, что дало пользователям возможность осуществлять авторизацию с помощью своей учётной записи, а также возможность делиться музыкой через социальную сеть.
В январе 2012 была анонсирована интеграция Deezer с сервисом Last.fm, что впоследствии дало пользователям сервиса возможность сохранять песни в личный аккаунт сервиса Last.fm и осуществлять скробблинг.

### Расширение
Deezer был запущен во Франции в 2007 году. 7 декабря 2011 года Deezer, будучи в то время доступным только в Бельгии, Франции и Великобритании, объявил о своём желании распространить зону обслуживания на весь мир в течение 2012 года. По данным компании, к концу января планировалось довести свои услуги до всей Европы, до Южной и Северной Америки (за исключением США), к концу февраля планировалось распространение услуг на Африку и Юго-Восточную Азию. Остальной мир планировалось довести к концу июня (за исключением Японии).

Фактически во всей Европе Deezer стал доступен 15 марта, 25 апреля сервис был запущен в Австралии, Канаде и Новой Зеландии. 8 июня сервис объявил о своём присутствии в 35 латиноамериканских странах (исключая Бразилию). 15 августа было объявлено, что сервис будет доступен в Индонезии, Малайзии, Пакистане, Филиппинах, Сингапуре и Таиланде в течение нескольких недель. 

Доступность Deezer

8 октября 2012 года сервис объявил, что он получил $130 млн от холдинга Access Industries на дальнейшее международное расширение. Через два дня сервис объявил, что он стал доступен в 76 новых странах, в результате чего его общее присутствие достигло 160 стран. 21 декабря сервис заявил, что он выходит на новый уровень обслуживания, предлагающий два часа бесплатного потокового воспроизведения музыки в месяц, доступного для пользователей по всему миру.
По состоянию на декабрь 2012 года, Deezer насчитывал около трех миллионов платных пользователей из ежемесячной семимиллионной активной базы пользователей. Количество песен в каталоге насчитывало 20 миллионов. По словам генерального директора Акселя Доуши, к 2016 году компания стремится иметь пять процентов доли мирового музыкального рынка.
В январе 2013 года сервис анонсировал расширение своего присутствия в 22 новых странах Африки, Азии, Ближнего Востока, доведя общее число стран присутствия до 182. В июле 2016 года Deezer добавил США в список поддерживаемых стран. По состоянию на начало 2017 года сервис обслуживает 187 стран.
4 марта 2022 года Deezer прекратил работу в России в связи с ее вторжением в Украину.

## Партнёрство
Начиная с 2014 года Deezer стал устанавливать партнёрские отношения с компаниями, имеющими большую клиентскую базу. Например, к ним относится одна из крупнейших в мире туристических компаний TUI. Клиенты компании получили возможность использовать бесплатную трёхмесячную подписку на Deezer при бронировании поездки. Другим партнёром выступила компания Samsung: Deezer был установлен по умолчанию на телефонах Samsung Galaxy S5, а также в дополнение предоставлялся бесплатный доступ к Deezer на несколько месяцев при покупке данного устройства. В 2021 году совместно с A1 Telekom Austria Group Deezer запустил музыкальный сервис А1 Xplore Music, при этом абоненты А1 получили доступ к стриминговой платформе на специальных условиях.

## Платформы
Deezer доступен на следующих платформах:
- ОС Android
- «Умные» телевизоры Bang & Olufsen
- Устройства BlackBerry, работающие на ОС BlackBerry 10
- Bluesound Network Player
- Встраиваемые системы BMW
- Bose SoundTouch и SoundLink
- Google Chromecast
- Беспроводные системы HEOS by Denon
- Мульти-комнатные аудиосистемы Harman Kardon
- iOS
- JAMBOX, BIG JAMBOX & Mini JAMBOX от Jawbone
- Kindle Fire HDX
- Logitech Squeezebox
- MINI Connected
- Система NetRange (Sharp, TCL и другие)
- NuVo Wireless Audio Systems
- macOS
- Panasonic TV
- Parrot ASTEROID Classic, Parrot ASTEROID Mini, Parrot ASTEROID Tablet и Parrot ASTEROID Smart Consoles от Parrot
- Philips TV
- Philips Fidelio, AirPlay, Bluetooth
- Rocki
- Roomplayer и Roomplayer with Amp от Simple Audio Music
- Samsung M5, M7, HW-H750, HW-H751 Multiroom Wireless Audio Speakers
- Samsung Smart TV
- Sonos Audio Systems
- Sony Home Cinema Blu-ray System
- Stream 1, Stream 3 и Stream Source от Cabasse
- Toshiba TV
- WD TV
- Телевизоры на WebOS (LG Smart TV)
- Windows 8
- Windows 10 и Windows 10 Mobile
- Xbox 360
- Xbox One

## Типы подписок
На середину 2020 года доступны пять типов подписок. Все типы подписок позволяют слушать музыку без ограничений, а также поддерживают мобильные устройства.
| План           | Стоимость                                              | Реклама | Навигация по трекам                         | Offline-режим | Поддержка ТВ, HiFi и автомобилей | Поддержка Google Chromecast | Количество профилей | Качество аудио (кбит/с)          |
| -------------- | ------------------------------------------------------ | ------- | ------------------------------------------- | ------------- | -------------------------------- | --------------------------- | ------------------- | -------------------------------- |
| Deezer Free    | Бесплатно                                              | Да      | Шесть пропусков треков в час, без перемотки | Недоступно    | Доступно (ограниченно)           | Доступно (ограниченно)      | 1                   | Формат MP3 (128 кбит/с)          |
| Deezer Student | 84,50 руб./месяц; 30-дневный бесплатный пробный период | Нет     | Не ограничено                               | Доступно      | Доступно                         | Доступно                    | 1                   | MP3 (320 кбит/с)                 |
| Deezer Premium | 169 руб./месяц; 30-дневный бесплатный пробный период   | Нет     | Не ограничено                               | Доступно      | Доступно                         | Доступно                    | 1                   | MP3 (320 кбит/с)                 |
| Deezer Family  | 255 руб./месяц                                         | Нет     | Не ограничено                               | Доступно      | Доступно                         | Доступно                    | 6                   | MP3 (320 кбит/с)                 |
| Deezer HiFi    | 255 руб./месяц                                         | Нет     | Не ограничено                               | Доступно      | Доступно                         | Доступно                    | 1                   | Формат FLAC 16 бит (1411 кбит/с) |